# Toszkánai Nagyhercegség
A Toszkánai Nagyhercegség (latinul: Magnus Ducatus Etruriae, olaszul: Granducato di Toscana) egy történelmi államalakulat volt a mai Olaszország Toszkána régiója helyén, ami kisebb megszakításokkal 1569-től 1859-ig állt fenn. A nagyhercegség a korábbi Firenzei Köztársaságot hivatott felváltani. Központja Firenze városa volt, népessége a 19. században körülbelül 1 815 000 fő volt.
Miután I. Cosimo de’ Medici, Firenze hercege számos hódítást végzett – köztük elfoglalta a rivális Sienai Köztársaságot is –, V. Piusz pápától, 1569. augusztus 27-én megkapta a nagyhercegi címet. Toszkána a Mediciek uralma alatt állt egészen vezető ágának 1737-es kihalásáig. A Nagyhercegség ugyan nem vált olyan regionális hatalommá, mint elődállama, a Firenzei Köztársaság, ennek ellenére Toszkána virágzott a Mediciek uralma alatt: számos gazdasági és katonai sikereket tudhatott magának egészen II. Ferdinando uralkodásáig, majd fokozatosan indult hanyatlásnak, ami III. Cosimo regnálása alatt tetőzött.
Lotaringiai Ferenc István a Mediciek leszármazottja volt, egyúttal Ausztriai Mária Teréziával való házassága révén vált az ország nagyhercegévé. Uralkodása alatt egy alkirály, Marc de Beauvau, Craon hercege kormányozta Toszkánát. Ferenc István leszármazottjai a Habsburg–Lotaringiai-házból 1859-ig adták az ország nagyhercegeit, egy rövid megszakítással, amikor a napóleoni háborúk idején a franciák a Bourbon-ház parmai ágát juttatták trónra, megalapítva ezzel az 1801 és 1807 között fennálló Etruriai Királyságot. Bonaparte Napóleon 1814-es végleges bukását követően a nagyhercegséget helyreállították. A szárd–francia–osztrák háború következtében 1859-ben elűzték II. Lipót nagyherceget, majd 1860-ban, egy elsöprő népszavazást követően, amelyen a voksolók 95%-a jóváhagyta, a Szárd–Piemonti Királyság hivatalosan is annektálta, majd 1861-ben az újonnan alakult, egységes Olasz Királyság része lett.

## Heraldika
|                                   |                                           |                                                                 |
| A Mediciek nagycímere (1562–1737) | A Habsburgok kiscímere (1815–48, 1849–60) | A Nagyhercegség állami nagycímere (1765–1800, 1815–48, 1849–60) |

|                                 |                                                     |                                                        |                                                                    |                                               |
| A Mediciek zászlaja (1562–1737) | A Nagyhercegség polgári zászlaja (1815–48, 1849–60) | A Nagyhercegség kiscímeres zászlaja (1815–48, 1849–60) | A Nagyhercegség nagycímeres zászlaja (1765–1800, 1815–48, 1849–60) | A Nagyhercegség forradalmi zászlaja (1848–49) |